# Giacomo Filippo Fransoni
Giacomo Filippo Fransoni, italijanski duhovnik, škof in kardinal, * 10. december 1775, Genova, † 20. april 1856.

## Življenjepis
14. marca 1807 je prejel duhovniško posvečenje.
7. septembra 1822 je bil imenovan za naslovnega nadškofa Nazianzusa; škofovsko posvečenje je prejel 8. decembra istega leta.
21. januarja 1823 je bil imenovan za apostolskega nuncija na Portugalskem.
2. oktobra 1826 je bil povzdignjen v kardinala in imenovan za kardinal-duhovnika S. Maria in Ara Coeli.
21. novembra 1834 je bil imenovan za prefekta Kongregacije za propagando vere. 
28. septembra 1855 je bil imenovan še za kardinal-škofa S. Lorenzo in Lucina.
Umrl je 20. aprila 1856.